# Far de Slettnes
El Far de Slettnes és el far més septentrional de l'Europa continental. Se situa al municipi de Gamvik, al comtat de Finnmark, Noruega. El far fa 39 metres d'altura i és l'únic far de ferro forjat de Finnmark. El far està a 8 metres sobre el nivell del mar (msnm).
El far va ser construït durant els anys 1903-1905. Durant la Segona Guerra Mundial, l'any 1944, els alemanys van cremar i explotar el far de Slettnes. Tot i l'explosió que va patir el far dos terços van quedar intactes, fets de marcs de ferro finlandesos únics al comtat. El 1998 el far va ser protegit com a patrimoni cultural.

## Geografia

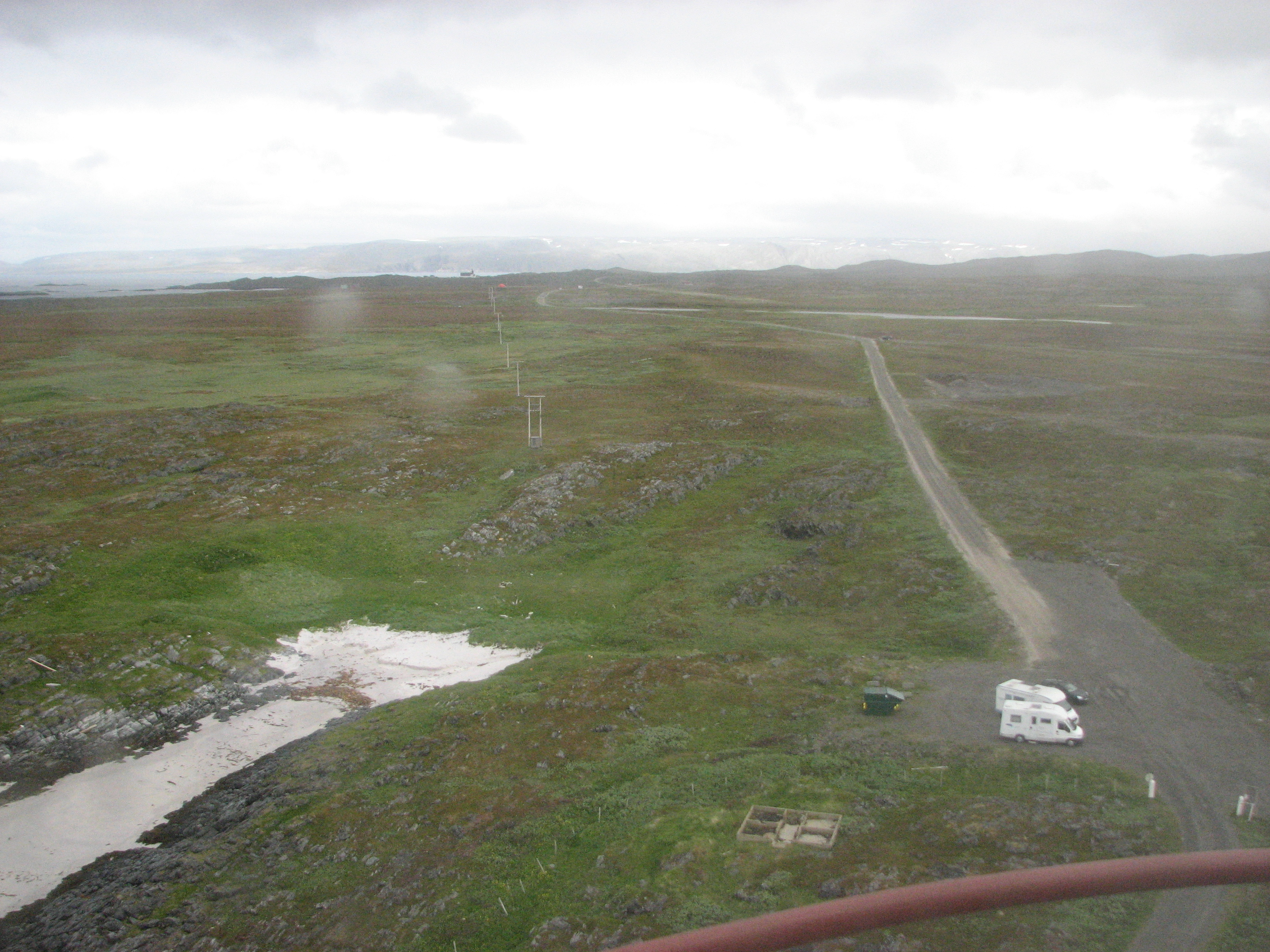
La reserva natural de Slettnes des del capdamunt del far

El far de Slettnes se situa a les coordenades 71°05′22″N 28°13′06″E,a l'extrem nord de la península de Nordkinn, i a la vegada és considerat el far més septentrional de Noruega (sense Svalbard) i de l'Europa continental. Està a poc més des tres quilòmetres del poble de Gamvik i a uns 15 quilòmetres de Mehman, i s'hi pot arribar amb cotxe per carretera.
A causa del fred clima i dels forts vents no hi ha arbres als voltants del far. L'única vegetació és de tundra.

## Història i desenvolupament

### Nous fars a Finnmark

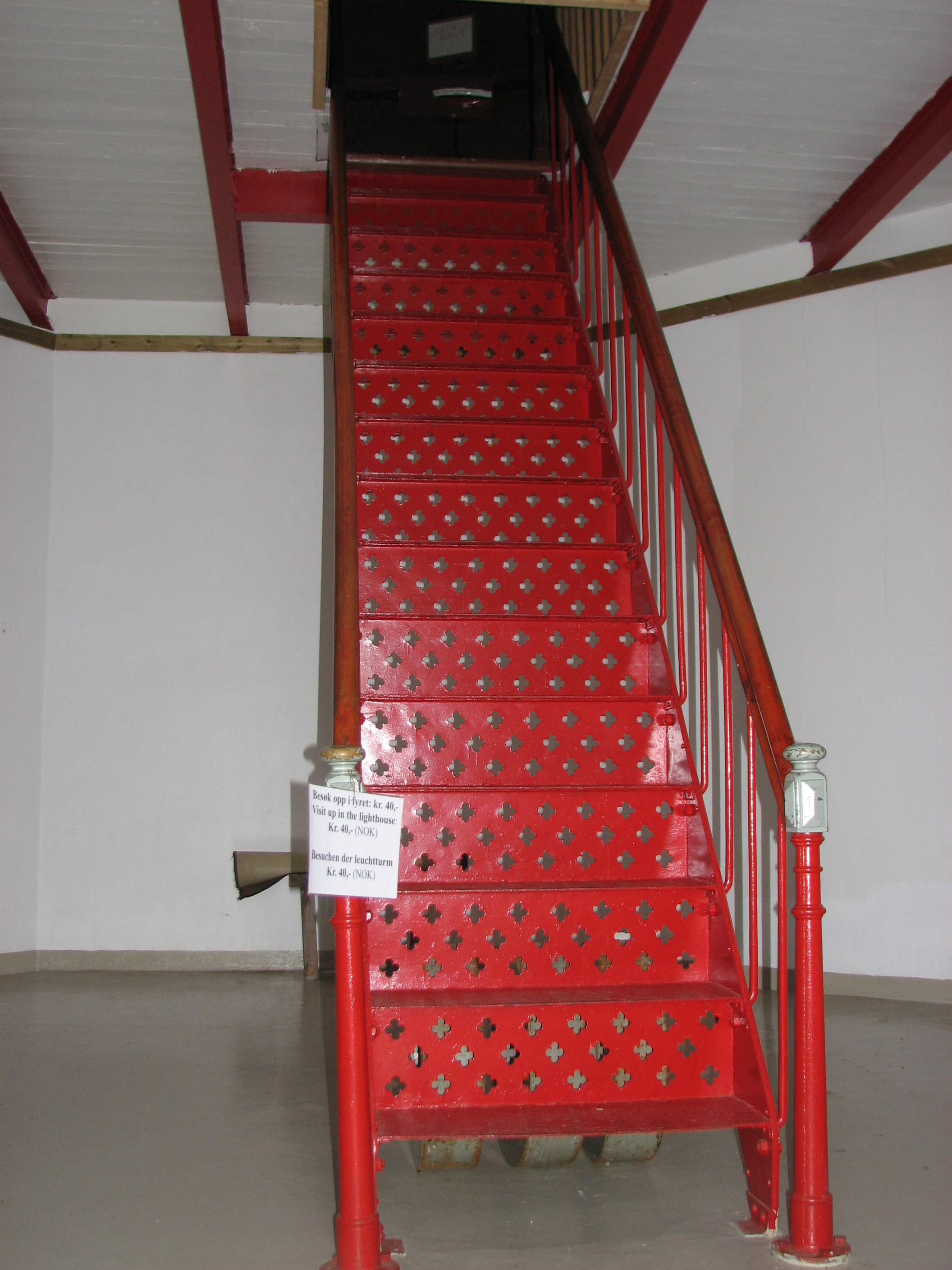
Interior del far

Tot i que en el període 1900-1910 els pressupostos per a construir nous fars a Finnmark eren cada vegada més baixis, es van assignar fons per a la construcció de tres nous fars a Finnmark. Aquest van ser l'Slettnes, el Bøkfjord, el Kjølnes i Helnes. Altrament succeïren importants millores de balises en el període que es van introduir cremadors incandescents de petroli. El resultat va ser que la lluminositat del far es van incrementar considerablement. El far de Slettnes es va encendre per primera vegada el 15 de setembre de 1905.

### La Segona Guerra Mundial
Les forces d'ocupació alemanyes van decidir durant l'evacuació de Finnmark de cremar i destruir tota la infraestructura i habitatges del comtat del 1944 fins al 1945. Els fars no es van salvar. El far de Slettnes aleshores tan sols havia existit durant 40 anys. Malgrat tot, l'acabaren bombardejaren. La seva reconstrucció, un cop passada la guerra, s'acabà la tardor del 1948, i després de reconstruir la part original s'engrandí fent la torre encara més gran que l'original. La intensitat de la llum que feia també s'augmentà.

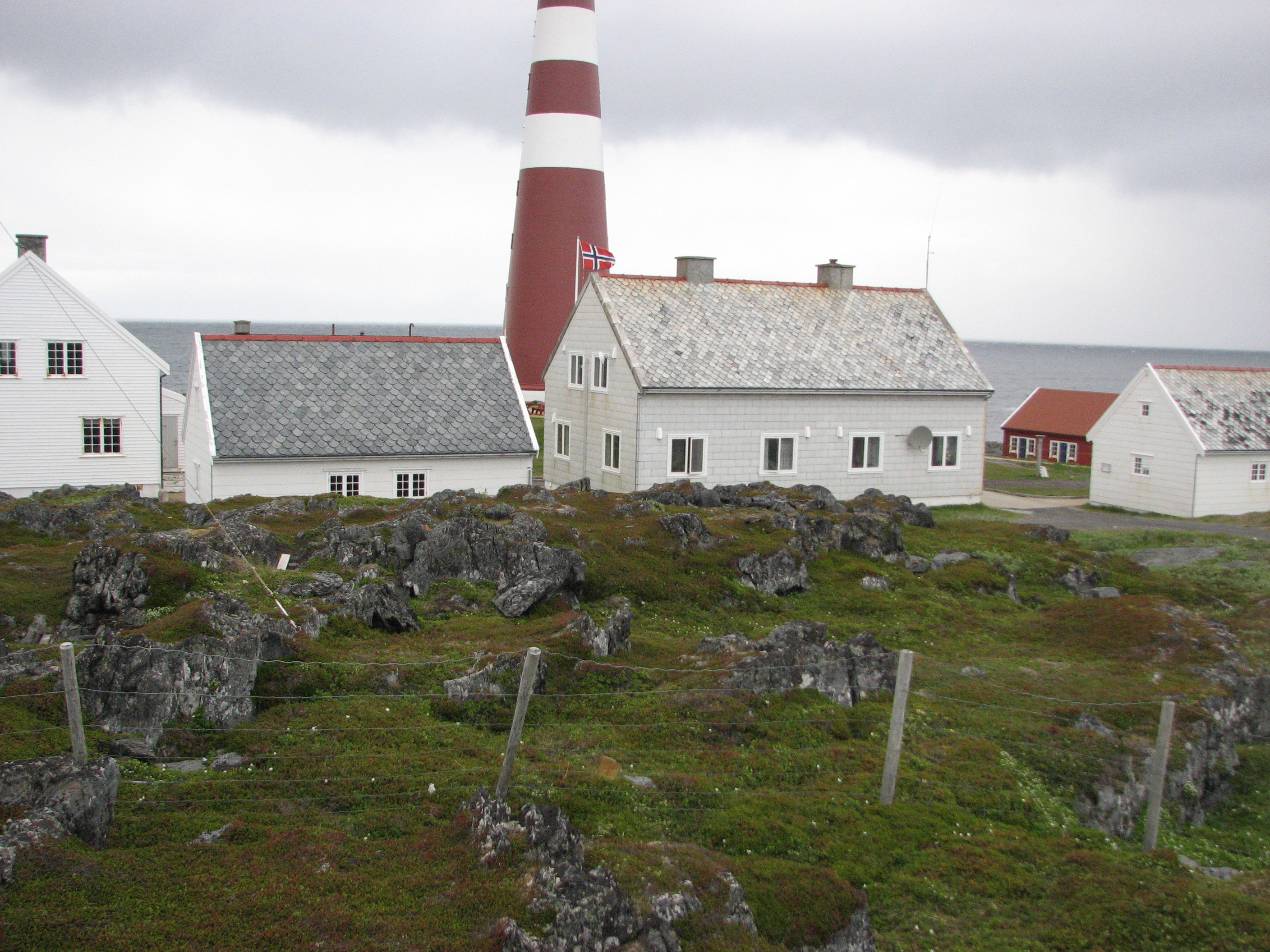
Cases al voltant del far

Els arquitectes Gudolf Blakstad i Herman Munthe feren dibuixos del far després de les millores del 1948. Entre altres, es feren dos habitatges al costat de far, una graner, un cobert, una casa de pots i un observatori. Els treballs de construcció van trigar tres anys i van costar 944,787 corones.

### Desenvolupament tècnic
El far va ser electrificat el 1956 quan es va instal·lar un generador dièsel. Els faroners vivien amb les seves famílies al far fins al 1973, quan l'últim de la família va deixar Slettnes. Després d'això, els encarregats del far instal·laren un sistema de rotació. El far va ser automatitzat el 2005.
En el pla de conservació nacional per fars estableix que el far de Slettnes té valors històrics d'arquitectura i construcció, amb els volums de construcció simples de prop de la torre. El far és una fita davant un impressionant mar en un paisatge molt pla.
El 25 de juliol de 1964 a l'observatori del far s'hi registrà la temperatura més calorosa del nord de Noruega amb 27.6 °C.

## Galeria

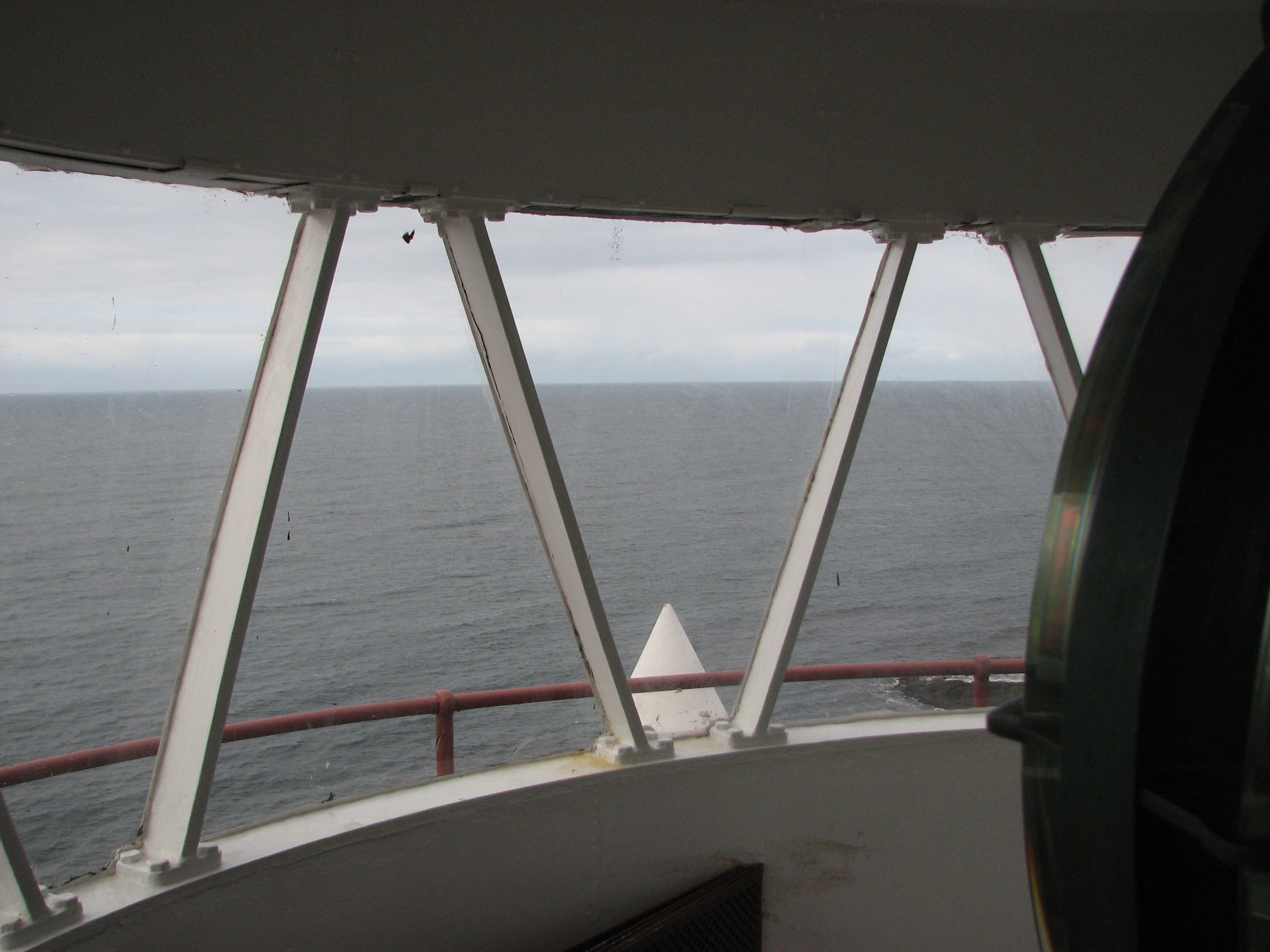
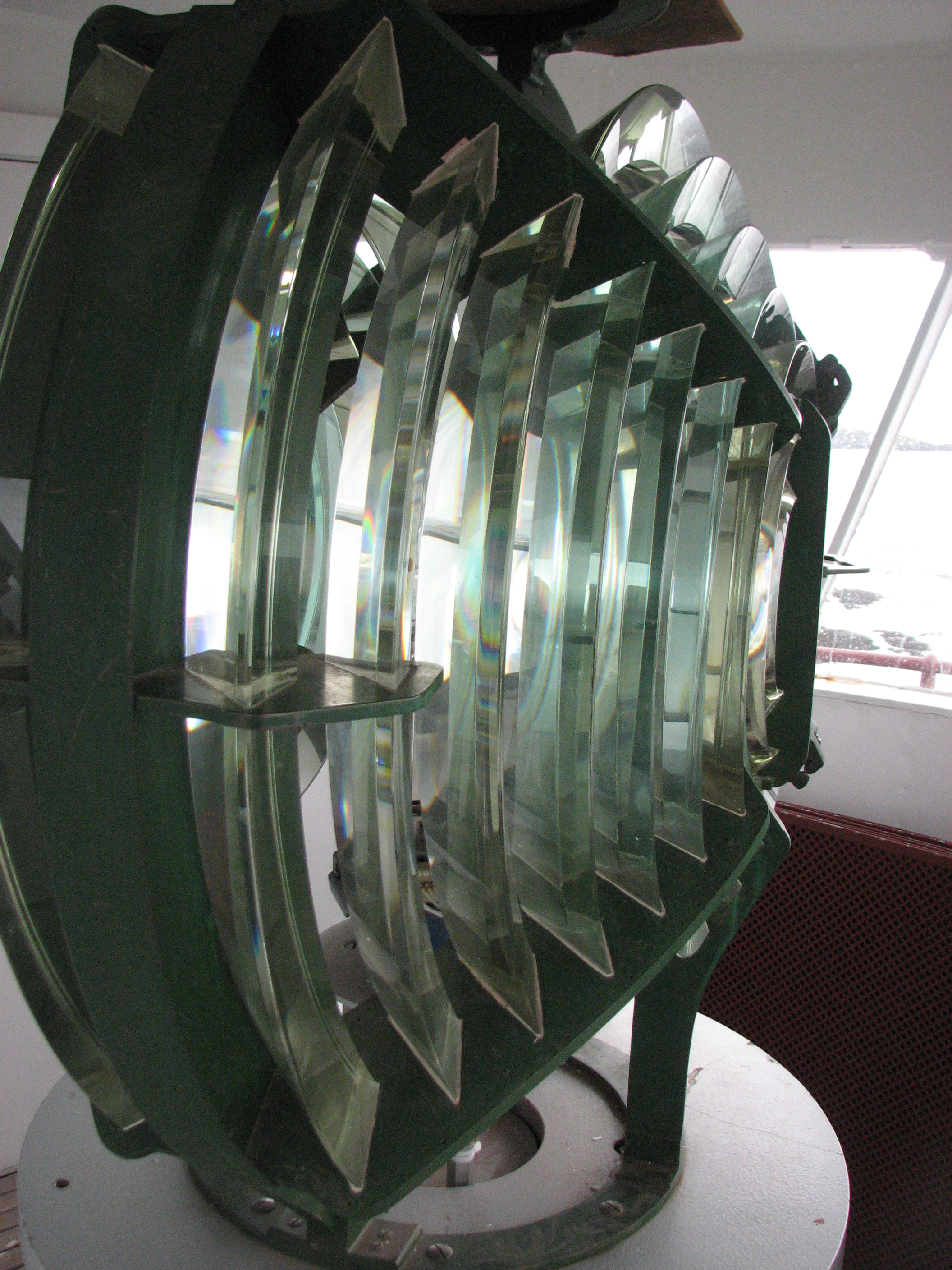
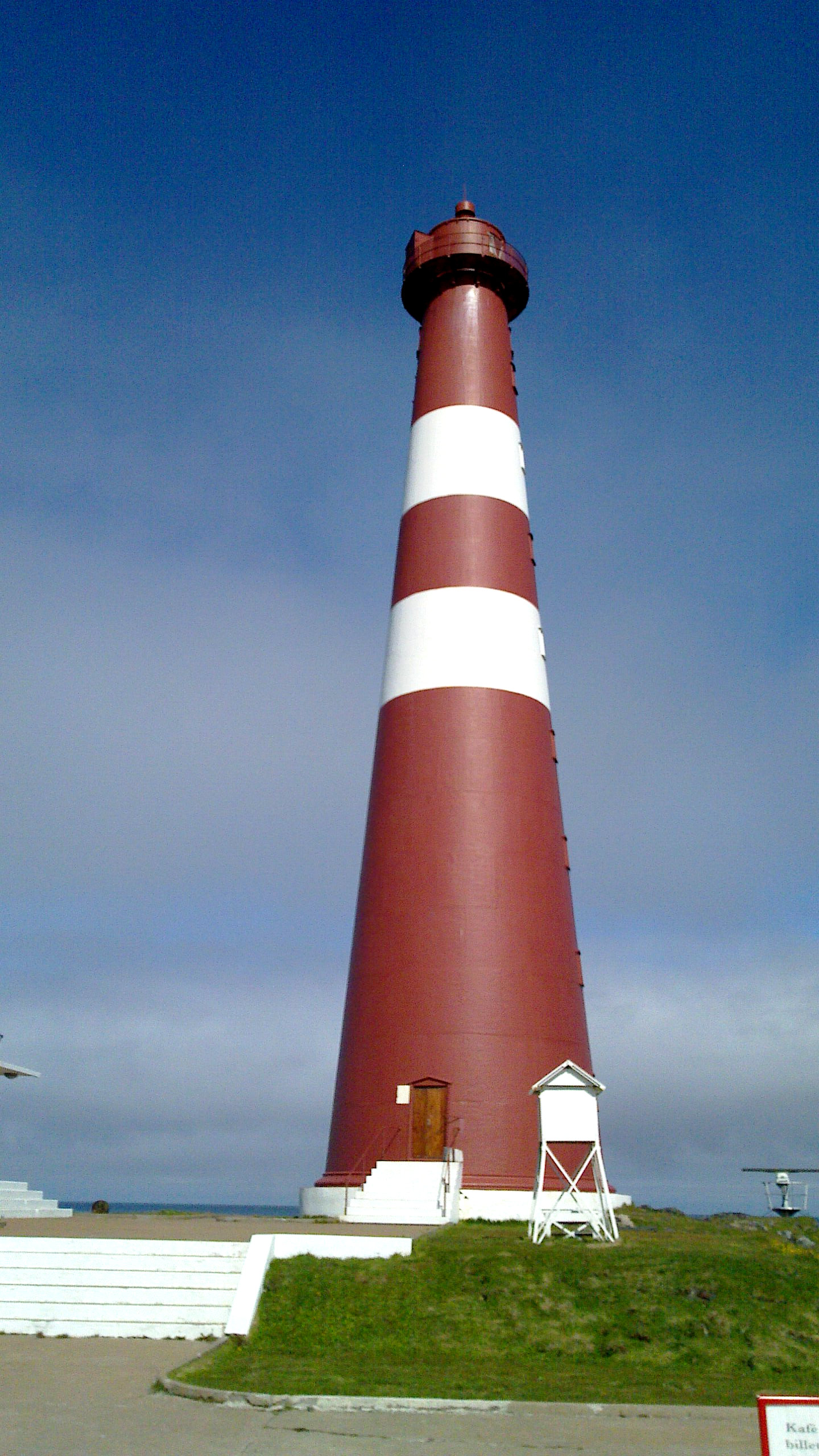